# París-Niza 2014
La 72ª edición de la París-Niza fue una competición ciclista que se disputó entre el 9 y el 16 de marzo de 2014. 
La carrera se inició en Mantes-la-Jolie, una comuna muy cerca de París y terminó en Niza. Contó con un recorrido muy diferente a sus ediciones anteriores, fue la primera vez que no hubo prólogo desde 1955 y además no contó con contrarreloj individual ni con un final en alto. El ganador final fue el colombiano Carlos Betancur, convirtiéndose así en el primer ciclista de origen latino en ganar la competición.
Formó parte del UCI WorldTour 2014, calendario ciclístico de máximo nivel mundial, siendo la segunda carrera de dicho circuito.

## Equipos participantes
Tomaron parte en la carrera 21 equipos: todos los UCI ProTeam (al ser obligatoria su participación); más 4 equipos de categoría Profesionales Continentales invitados por la organización (Cofidis, Solutions Crédits, IAM Cycling y Bretagne-Séché Environnement).
| ProTeams (18)- AG2R La Mondiale - Astana - Belkin - BMC Racing Team - Cannondale - Team Europcar - FDJ.fr - Garmin-Sharp - Giant-Shimano - Katusha - Lampre-Merida - Lotto-Belisol - Movistar Team - Omega Pharma-Quick Step - Orica-GreenEDGE - Sky - Tinkoff-Saxo - Trek Factory Racing Equipos continentales profesionales (3)- Bretagne-Séché Environnement - Cofidis, Solutions Crédits - IAM Cycling |
| |

## Etapas
La París-Niza 2014 constó de ocho etapas, repartidas en tres etapas llanas y cinco de media montaña para un recorrido total de 1447 kilómetros.
| Etapa     | Fecha     | Recorrido                               | type            | Distancia (km) | Ganador         | Líder           |
| --------- | --------- | --------------------------------------- | --------------- | -------------- | --------------- | --------------- |
| 1.ª etapa | 9 de mar  | Mantes-la-Jolie – Mantes-la-Jolie       | etapa llana     | 162,5          | Nacer Bouhanni  | Nacer Bouhanni  |
| 2.ª etapa | 10 de mar | Rambouillet – Saint-Georges-sur-Baulche | etapa llana     | 205            | Moreno Hofland  | Nacer Bouhanni  |
| 3.ª etapa | 11 de mar | Toucy – Circuito de Nevers Magny-Cours  | etapa llana     | 180            | John Degenkolb  | John Degenkolb  |
| 4.ª etapa | 12 de mar | Nevers – Belleville                     | etapa escarpada | 201,5          | Tom Slagter     | Geraint Thomas  |
| 5.ª etapa | 13 de mar | Crêches-sur-Saône – Rive-de-Gier        | etapa escarpada | 153            | Carlos Betancur | Geraint Thomas  |
| 6.ª etapa | 14 de mar | Saint-Saturnin-lès-Avignon – Fayence    | etapa escarpada | 221,5          | Carlos Betancur | Carlos Betancur |
| 7.ª etapa | 15 de mar | Mougins – Biot                          | etapa escarpada | 195,5          | Tom Slagter     | Carlos Betancur |
| 8.ª etapa | 16 de mar | Niza – Niza                             | etapa escarpada | 128            | Arthur Vichot   | Carlos Betancur |

## Desarrollo de la carrera

### Etapa 1
| Mantes-la-Jolie - Mantes-la-Jolie | etapa llana | (162,5 km) |

| \| Clasificación de la etapa \| Clasificación de la etapa \| Clasificación de la etapa \| Clasificación de la etapa \| Clasificación de la etapa \| \| Ciclista \| Ciclista \| Equipo \| Tiempo \| \| \| ------------------------- \| ------------------------- \| ------------------------- \| ------------------------- \| ------------------------- \| \| 1.º \| Nacer Bouhanni \| FDJ.fr \| 3 h 53 min 11 s \| \| \| 2.º \| John Degenkolb \| Giant-Shimano \| + 0 s \| \| \| 3.º \| Gianni Meersman \| Omega Pharma-Quick Step \| + 0 s \| \| \| 4.º \| José Joaquín Rojas \| Movistar Team \| + 0 s \| \| \| 5.º \| Tyler Farrar \| Garmin-Sharp \| + 0 s \| \| \| 6.º \| Bryan Coquard \| Team Europcar \| + 0 s \| \| \| 7.º \| Luca Wackermann \| Lampre-Merida \| + 0 s \| \| \| 8.º \| Fabio Felline \| Trek Factory Racing \| + 0 s \| \| \| 9.º \| Fabio Sabatini \| Cannondale \| + 0 s \| \| \| 10.º \| Francesco Gavazzi \| Astana \| + 0 s \| \| |                    |                         |                 |
| |                    |                         |                 |
| |                    |                         |                 |
| Clasificación de la etapa |                    |                         |                 |
| Ciclista | Ciclista           | Equipo                  | Tiempo          |
| 1.º | Nacer Bouhanni     | FDJ.fr                  | 3 h 53 min 11 s |
| 2.º | John Degenkolb     | Giant-Shimano           | + 0 s           |
| 3.º | Gianni Meersman    | Omega Pharma-Quick Step | + 0 s           |
| 4.º | José Joaquín Rojas | Movistar Team           | + 0 s           |
| 5.º | Tyler Farrar       | Garmin-Sharp            | + 0 s           |
| 6.º | Bryan Coquard      | Team Europcar           | + 0 s           |
| 7.º | Luca Wackermann    | Lampre-Merida           | + 0 s           |
| 8.º | Fabio Felline      | Trek Factory Racing     | + 0 s           |
| 9.º | Fabio Sabatini     | Cannondale              | + 0 s           |
| 10.º | Francesco Gavazzi  | Astana                  | + 0 s           |

| \| Clasificación general \| Clasificación general \| Clasificación general \| Clasificación general \| Clasificación general \| \| Ciclista \| Ciclista \| Equipo \| Tiempo \| \| \| --------------------- \| --------------------- \| ----------------------- \| --------------------- \| --------------------- \| \| 1.º \| Nacer Bouhanni \| FDJ.fr \| 3 h 53 min 01 s \| \| \| 2.º \| Gianni Meersman \| Omega Pharma-Quick Step \| + 1 s \| \| \| 3.º \| John Degenkolb \| Giant-Shimano \| + 4 s \| \| \| 4.º \| Greg Van Avermaet \| BMC Racing Team \| + 8 s \| \| \| 5.º \| Geraint Thomas \| Team Sky \| + 9 s \| \| \| 6.º \| Sylvain Chavanel \| IAM Cycling \| + 9 s \| \| \| 7.º \| José Joaquín Rojas \| Movistar Team \| + 10 s \| \| \| 8.º \| Tyler Farrar \| Garmin-Sharp \| + 10 s \| \| \| 9.º \| Bryan Coquard \| Team Europcar \| + 10 s \| \| \| 10.º \| Luca Wackermann \| Lampre-Merida \| + 10 s \| \| |                    |                         |                 |
| |                    |                         |                 |
| |                    |                         |                 |
| Clasificación general |                    |                         |                 |
| Ciclista | Ciclista           | Equipo                  | Tiempo          |
| 1.º | Nacer Bouhanni     | FDJ.fr                  | 3 h 53 min 01 s |
| 2.º | Gianni Meersman    | Omega Pharma-Quick Step | + 1 s           |
| 3.º | John Degenkolb     | Giant-Shimano           | + 4 s           |
| 4.º | Greg Van Avermaet  | BMC Racing Team         | + 8 s           |
| 5.º | Geraint Thomas     | Team Sky                | + 9 s           |
| 6.º | Sylvain Chavanel   | IAM Cycling             | + 9 s           |
| 7.º | José Joaquín Rojas | Movistar Team           | + 10 s          |
| 8.º | Tyler Farrar       | Garmin-Sharp            | + 10 s          |
| 9.º | Bryan Coquard      | Team Europcar           | + 10 s          |
| 10.º | Luca Wackermann    | Lampre-Merida           | + 10 s          |

### Etapa 2
| Rambouillet - Saint-Georges-sur-Baulche | etapa llana | (205 km) |

| \| Clasificación de la etapa \| Clasificación de la etapa \| Clasificación de la etapa \| Clasificación de la etapa \| Clasificación de la etapa \| \| Ciclista \| Ciclista \| Equipo \| Tiempo \| \| \| ------------------------- \| ------------------------- \| ---------------------------- \| ------------------------- \| ------------------------- \| \| 1.º \| Moreno Hofland \| Belkin \| 4 h 53 min 46 s \| \| \| 2.º \| John Degenkolb \| Giant-Shimano \| + 0 s \| \| \| 3.º \| Nacer Bouhanni \| FDJ.fr \| + 0 s \| \| \| 4.º \| Alexander Kristoff \| Katusha \| + 0 s \| \| \| 5.º \| Thor Hushovd \| BMC Racing Team \| + 0 s \| \| \| 6.º \| Bryan Coquard \| Team Europcar \| + 0 s \| \| \| 7.º \| Armindo Fonseca \| Bretagne-Séché Environnement \| + 0 s \| \| \| 8.º \| Tony Gallopin \| Lotto-Belisol \| + 0 s \| \| \| 9.º \| Jens Keukeleire \| Orica-GreenEDGE \| + 0 s \| \| \| 10.º \| José Joaquín Rojas \| Movistar Team \| + 0 s \| \| |                    |                              |                 |
| |                    |                              |                 |
| |                    |                              |                 |
| Clasificación de la etapa |                    |                              |                 |
| Ciclista | Ciclista           | Equipo                       | Tiempo          |
| 1.º | Moreno Hofland     | Belkin                       | 4 h 53 min 46 s |
| 2.º | John Degenkolb     | Giant-Shimano                | + 0 s           |
| 3.º | Nacer Bouhanni     | FDJ.fr                       | + 0 s           |
| 4.º | Alexander Kristoff | Katusha                      | + 0 s           |
| 5.º | Thor Hushovd       | BMC Racing Team              | + 0 s           |
| 6.º | Bryan Coquard      | Team Europcar                | + 0 s           |
| 7.º | Armindo Fonseca    | Bretagne-Séché Environnement | + 0 s           |
| 8.º | Tony Gallopin      | Lotto-Belisol                | + 0 s           |
| 9.º | Jens Keukeleire    | Orica-GreenEDGE              | + 0 s           |
| 10.º | José Joaquín Rojas | Movistar Team                | + 0 s           |

| \| Clasificación general \| Clasificación general \| Clasificación general \| Clasificación general \| Clasificación general \| \| Ciclista \| Ciclista \| Equipo \| Tiempo \| \| \| --------------------- \| --------------------- \| --------------------- \| --------------------- \| --------------------- \| \| 1.º \| Nacer Bouhanni \| FDJ.fr \| 8 h 46 min 47 s \| \| \| 2.º \| John Degenkolb \| Giant-Shimano \| + 2 s \| \| \| 3.º \| Moreno Hofland \| Belkin \| + 4 s \| \| \| 4.º \| Geraint Thomas \| Team Sky \| + 13 s \| \| \| 5.º \| Bryan Coquard \| Team Europcar \| + 14 s \| \| \| 6.º \| José Joaquín Rojas \| Movistar Team \| + 14 s \| \| \| 7.º \| Alexander Kristoff \| Katusha \| + 14 s \| \| \| 8.º \| Nikolái Trusov \| Tinkoff-Saxo \| + 14 s \| \| \| 9.º \| Samuel Dumoulin \| AG2R La Mondiale \| + 14 s \| \| \| 10.º \| Jens Keukeleire \| Orica-GreenEDGE \| + 14 s \| \| |                    |                  |                 |
| |                    |                  |                 |
| |                    |                  |                 |
| Clasificación general |                    |                  |                 |
| Ciclista | Ciclista           | Equipo           | Tiempo          |
| 1.º | Nacer Bouhanni     | FDJ.fr           | 8 h 46 min 47 s |
| 2.º | John Degenkolb     | Giant-Shimano    | + 2 s           |
| 3.º | Moreno Hofland     | Belkin           | + 4 s           |
| 4.º | Geraint Thomas     | Team Sky         | + 13 s          |
| 5.º | Bryan Coquard      | Team Europcar    | + 14 s          |
| 6.º | José Joaquín Rojas | Movistar Team    | + 14 s          |
| 7.º | Alexander Kristoff | Katusha          | + 14 s          |
| 8.º | Nikolái Trusov     | Tinkoff-Saxo     | + 14 s          |
| 9.º | Samuel Dumoulin    | AG2R La Mondiale | + 14 s          |
| 10.º | Jens Keukeleire    | Orica-GreenEDGE  | + 14 s          |

### Etapa 3
| Toucy - Circuito de Nevers Magny-Cours | etapa llana | (180 km) |

| \| Clasificación de la etapa \| Clasificación de la etapa \| Clasificación de la etapa \| Clasificación de la etapa \| Clasificación de la etapa \| \| Ciclista \| Ciclista \| Equipo \| Tiempo \| \| \| ------------------------- \| ------------------------- \| ------------------------- \| ------------------------- \| ------------------------- \| \| 1.º \| John Degenkolb \| Giant-Shimano \| 4 h 27 min 26 s \| \| \| 2.º \| Matthew Goss \| Orica-GreenEDGE \| + 0 s \| \| \| 3.º \| José Joaquín Rojas \| Movistar Team \| + 0 s \| \| \| 4.º \| Borut Božič \| Astana \| + 0 s \| \| \| 5.º \| Tom Boonen \| Omega Pharma-Quick Step \| + 0 s \| \| \| 6.º \| Alexander Kristoff \| Katusha \| + 0 s \| \| \| 7.º \| Nacer Bouhanni \| FDJ.fr \| + 0 s \| \| \| 8.º \| Thor Hushovd \| BMC Racing Team \| + 0 s \| \| \| 9.º \| Gert Steegmans \| Omega Pharma-Quick Step \| + 0 s \| \| \| 10.º \| Moreno Hofland \| Belkin \| + 0 s \| \| |                    |                         |                 |
| |                    |                         |                 |
| |                    |                         |                 |
| Clasificación de la etapa |                    |                         |                 |
| Ciclista | Ciclista           | Equipo                  | Tiempo          |
| 1.º | John Degenkolb     | Giant-Shimano           | 4 h 27 min 26 s |
| 2.º | Matthew Goss       | Orica-GreenEDGE         | + 0 s           |
| 3.º | José Joaquín Rojas | Movistar Team           | + 0 s           |
| 4.º | Borut Božič        | Astana                  | + 0 s           |
| 5.º | Tom Boonen         | Omega Pharma-Quick Step | + 0 s           |
| 6.º | Alexander Kristoff | Katusha                 | + 0 s           |
| 7.º | Nacer Bouhanni     | FDJ.fr                  | + 0 s           |
| 8.º | Thor Hushovd       | BMC Racing Team         | + 0 s           |
| 9.º | Gert Steegmans     | Omega Pharma-Quick Step | + 0 s           |
| 10.º | Moreno Hofland     | Belkin                  | + 0 s           |

| \| Clasificación general \| Clasificación general \| Clasificación general \| Clasificación general \| Clasificación general \| \| Ciclista \| Ciclista \| Equipo \| Tiempo \| \| \| --------------------- \| --------------------- \| --------------------- \| --------------------- \| --------------------- \| \| 1.º \| John Degenkolb \| Giant-Shimano \| 13 h 14 min 01 s \| \| \| 2.º \| Nacer Bouhanni \| FDJ.fr \| + 8 s \| \| \| 3.º \| Moreno Hofland \| Belkin \| + 12 s \| \| \| 4.º \| José Joaquín Rojas \| Movistar Team \| + 18 s \| \| \| 5.º \| Geraint Thomas \| Team Sky \| + 21 s \| \| \| 6.º \| Bryan Coquard \| Team Europcar \| + 22 s \| \| \| 7.º \| Alexander Kristoff \| Katusha \| + 22 s \| \| \| 8.º \| Nikolái Trusov \| Tinkoff-Saxo \| + 22 s \| \| \| 9.º \| Samuel Dumoulin \| AG2R La Mondiale \| + 22 s \| \| \| 10.º \| Marco Marcato \| Cannondale \| + 22 s \| \| |                    |                  |                  |
| |                    |                  |                  |
| |                    |                  |                  |
| Clasificación general |                    |                  |                  |
| Ciclista | Ciclista           | Equipo           | Tiempo           |
| 1.º | John Degenkolb     | Giant-Shimano    | 13 h 14 min 01 s |
| 2.º | Nacer Bouhanni     | FDJ.fr           | + 8 s            |
| 3.º | Moreno Hofland     | Belkin           | + 12 s           |
| 4.º | José Joaquín Rojas | Movistar Team    | + 18 s           |
| 5.º | Geraint Thomas     | Team Sky         | + 21 s           |
| 6.º | Bryan Coquard      | Team Europcar    | + 22 s           |
| 7.º | Alexander Kristoff | Katusha          | + 22 s           |
| 8.º | Nikolái Trusov     | Tinkoff-Saxo     | + 22 s           |
| 9.º | Samuel Dumoulin    | AG2R La Mondiale | + 22 s           |
| 10.º | Marco Marcato      | Cannondale       | + 22 s           |

### Etapa 4
| Nevers - Belleville | etapa escarpada | (201,5 km) |

| \| Clasificación de la etapa \| Clasificación de la etapa \| Clasificación de la etapa \| Clasificación de la etapa \| Clasificación de la etapa \| \| Ciclista \| Ciclista \| Equipo \| Tiempo \| \| \| ------------------------- \| ------------------------- \| ------------------------- \| ------------------------- \| ------------------------- \| \| 1.º \| Tom Slagter \| Garmin-Sharp \| 5 h 00 min 00 s \| \| \| 2.º \| Geraint Thomas \| Team Sky \| + 0 s \| \| \| 3.º \| Wilco Kelderman \| Belkin \| + 5 s \| \| \| 4.º \| Michael Matthews \| Orica-GreenEDGE \| + 5 s \| \| \| 5.º \| Zdeněk Štybar \| Omega Pharma-Quick Step \| + 5 s \| \| \| 6.º \| Arthur Vichot \| FDJ.fr \| + 5 s \| \| \| 7.º \| Peter Velits \| BMC Racing Team \| + 5 s \| \| \| 8.º \| José Joaquín Rojas \| Movistar Team \| + 5 s \| \| \| 9.º \| Cyril Gautier \| Team Europcar \| + 5 s \| \| \| 10.º \| Samuel Dumoulin \| AG2R La Mondiale \| + 5 s \| \| |                    |                         |                 |
| |                    |                         |                 |
| |                    |                         |                 |
| Clasificación de la etapa |                    |                         |                 |
| Ciclista | Ciclista           | Equipo                  | Tiempo          |
| 1.º | Tom Slagter        | Garmin-Sharp            | 5 h 00 min 00 s |
| 2.º | Geraint Thomas     | Team Sky                | + 0 s           |
| 3.º | Wilco Kelderman    | Belkin                  | + 5 s           |
| 4.º | Michael Matthews   | Orica-GreenEDGE         | + 5 s           |
| 5.º | Zdeněk Štybar      | Omega Pharma-Quick Step | + 5 s           |
| 6.º | Arthur Vichot      | FDJ.fr                  | + 5 s           |
| 7.º | Peter Velits       | BMC Racing Team         | + 5 s           |
| 8.º | José Joaquín Rojas | Movistar Team           | + 5 s           |
| 9.º | Cyril Gautier      | Team Europcar           | + 5 s           |
| 10.º | Samuel Dumoulin    | AG2R La Mondiale        | + 5 s           |

| \| Clasificación general \| Clasificación general \| Clasificación general \| Clasificación general \| Clasificación general \| \| Ciclista \| Ciclista \| Equipo \| Tiempo \| \| \| --------------------- \| --------------------- \| ----------------------- \| --------------------- \| --------------------- \| \| 1.º \| Geraint Thomas \| Team Sky \| 18 h 14 min 25 s \| \| \| 2.º \| John Degenkolb \| Giant-Shimano \| + 3 s \| \| \| 3.º \| Tom Slagter \| Garmin-Sharp \| + 4 s \| \| \| 4.º \| José Joaquín Rojas \| Movistar Team \| + 8 s \| \| \| 5.º \| Samuel Dumoulin \| AG2R La Mondiale \| + 12 s \| \| \| 6.º \| Wilco Kelderman \| Belkin \| + 15 s \| \| \| 7.º \| Carlos Betancur \| AG2R La Mondiale \| + 17 s \| \| \| 8.º \| Zdeněk Štybar \| Omega Pharma-Quick Step \| + 19 s \| \| \| 9.º \| Cyril Gautier \| Team Europcar \| + 19 s \| \| \| 10.º \| Arnold Jeannesson \| FDJ.fr \| + 19 s \| \| |                    |                         |                  |
| |                    |                         |                  |
| |                    |                         |                  |
| Clasificación general |                    |                         |                  |
| Ciclista | Ciclista           | Equipo                  | Tiempo           |
| 1.º | Geraint Thomas     | Team Sky                | 18 h 14 min 25 s |
| 2.º | John Degenkolb     | Giant-Shimano           | + 3 s            |
| 3.º | Tom Slagter        | Garmin-Sharp            | + 4 s            |
| 4.º | José Joaquín Rojas | Movistar Team           | + 8 s            |
| 5.º | Samuel Dumoulin    | AG2R La Mondiale        | + 12 s           |
| 6.º | Wilco Kelderman    | Belkin                  | + 15 s           |
| 7.º | Carlos Betancur    | AG2R La Mondiale        | + 17 s           |
| 8.º | Zdeněk Štybar      | Omega Pharma-Quick Step | + 19 s           |
| 9.º | Cyril Gautier      | Team Europcar           | + 19 s           |
| 10.º | Arnold Jeannesson  | FDJ.fr                  | + 19 s           |

### Etapa 5
| Crêches-sur-Saône - Rive-de-Gier | etapa escarpada | (153 km) |

| \| Clasificación de la etapa \| Clasificación de la etapa \| Clasificación de la etapa \| Clasificación de la etapa \| Clasificación de la etapa \| \| Ciclista \| Ciclista \| Equipo \| Tiempo \| \| \| ------------------------- \| --------------------------- \| ------------------------- \| ------------------------- \| ------------------------- \| \| 1.º \| Carlos Betancur \| AG2R La Mondiale \| 3 h 38 min 15 s \| \| \| 2.º \| Bob Jungels \| Trek Factory Racing \| + 0 s \| \| \| 3.º \| Jakob Fuglsang \| Astana \| + 0 s \| \| \| 4.º \| Bryan Coquard \| Team Europcar \| + 2 s \| \| \| 5.º \| Tom Boonen \| Omega Pharma-Quick Step \| + 2 s \| \| \| 6.º \| Reinardt Janse van Rensburg \| Giant-Shimano \| + 2 s \| \| \| 7.º \| Tony Gallopin \| Lotto-Belisol \| + 2 s \| \| \| 8.º \| Greg Van Avermaet \| BMC Racing Team \| + 2 s \| \| \| 9.º \| Borut Božič \| Astana \| + 2 s \| \| \| 10.º \| Marco Marcato \| Cannondale \| + 2 s \| \| |                             |                         |                 |
| |                             |                         |                 |
| |                             |                         |                 |
| Clasificación de la etapa |                             |                         |                 |
| Ciclista | Ciclista                    | Equipo                  | Tiempo          |
| 1.º | Carlos Betancur             | AG2R La Mondiale        | 3 h 38 min 15 s |
| 2.º | Bob Jungels                 | Trek Factory Racing     | + 0 s           |
| 3.º | Jakob Fuglsang              | Astana                  | + 0 s           |
| 4.º | Bryan Coquard               | Team Europcar           | + 2 s           |
| 5.º | Tom Boonen                  | Omega Pharma-Quick Step | + 2 s           |
| 6.º | Reinardt Janse van Rensburg | Giant-Shimano           | + 2 s           |
| 7.º | Tony Gallopin               | Lotto-Belisol           | + 2 s           |
| 8.º | Greg Van Avermaet           | BMC Racing Team         | + 2 s           |
| 9.º | Borut Božič                 | Astana                  | + 2 s           |
| 10.º | Marco Marcato               | Cannondale              | + 2 s           |

| \| Clasificación general \| Clasificación general \| Clasificación general \| Clasificación general \| Clasificación general \| \| Ciclista \| Ciclista \| Equipo \| Tiempo \| \| \| --------------------- \| --------------------- \| ----------------------- \| --------------------- \| --------------------- \| \| 1.º \| Geraint Thomas \| Team Sky \| 21 h 52 min 42 s \| \| \| 2.º \| John Degenkolb \| Giant-Shimano \| + 3 s \| \| \| 3.º \| Tom Slagter \| Garmin-Sharp \| + 4 s \| \| \| 4.º \| Carlos Betancur \| AG2R La Mondiale \| + 5 s \| \| \| 5.º \| José Joaquín Rojas \| Movistar Team \| + 8 s \| \| \| 6.º \| Jakob Fuglsang \| Astana \| + 13 s \| \| \| 7.º \| Jan Bakelants \| Omega Pharma-Quick Step \| + 13 s \| \| \| 8.º \| Wilco Kelderman \| Belkin \| + 15 s \| \| \| 9.º \| Zdeněk Štybar \| Omega Pharma-Quick Step \| + 19 s \| \| \| 10.º \| Cyril Gautier \| Team Europcar \| + 19 s \| \| |                    |                         |                  |
| |                    |                         |                  |
| |                    |                         |                  |
| Clasificación general |                    |                         |                  |
| Ciclista | Ciclista           | Equipo                  | Tiempo           |
| 1.º | Geraint Thomas     | Team Sky                | 21 h 52 min 42 s |
| 2.º | John Degenkolb     | Giant-Shimano           | + 3 s            |
| 3.º | Tom Slagter        | Garmin-Sharp            | + 4 s            |
| 4.º | Carlos Betancur    | AG2R La Mondiale        | + 5 s            |
| 5.º | José Joaquín Rojas | Movistar Team           | + 8 s            |
| 6.º | Jakob Fuglsang     | Astana                  | + 13 s           |
| 7.º | Jan Bakelants      | Omega Pharma-Quick Step | + 13 s           |
| 8.º | Wilco Kelderman    | Belkin                  | + 15 s           |
| 9.º | Zdeněk Štybar      | Omega Pharma-Quick Step | + 19 s           |
| 10.º | Cyril Gautier      | Team Europcar           | + 19 s           |

### Etapa 6
| Saint-Saturnin-lès-Avignon - Fayence | etapa escarpada | (221,5 km) |

| \| Clasificación de la etapa \| Clasificación de la etapa \| Clasificación de la etapa \| Clasificación de la etapa \| Clasificación de la etapa \| \| Ciclista \| Ciclista \| Equipo \| Tiempo \| \| \| ------------------------- \| ------------------------- \| ------------------------- \| ------------------------- \| ------------------------- \| \| 1.º \| Carlos Betancur \| AG2R La Mondiale \| 5 h 12 min 11 s \| \| \| 2.º \| Rui Alberto Costa \| Lampre-Merida \| + 0 s \| \| \| 3.º \| Zdeněk Štybar \| Omega Pharma-Quick Step \| + 3 s \| \| \| 4.º \| Geraint Thomas \| Team Sky \| + 3 s \| \| \| 5.º \| Arthur Vichot \| FDJ.fr \| + 3 s \| \| \| 6.º \| Cyril Gautier \| Team Europcar \| + 7 s \| \| \| 7.º \| Jakob Fuglsang \| Astana \| + 7 s \| \| \| 8.º \| Tony Gallopin \| Lotto-Belisol \| + 7 s \| \| \| 9.º \| Stefan Denifl \| IAM Cycling \| + 7 s \| \| \| 10.º \| Gorka Izagirre \| Movistar Team \| + 11 s \| \| |                   |                         |                 |
| |                   |                         |                 |
| |                   |                         |                 |
| Clasificación de la etapa |                   |                         |                 |
| Ciclista | Ciclista          | Equipo                  | Tiempo          |
| 1.º | Carlos Betancur   | AG2R La Mondiale        | 5 h 12 min 11 s |
| 2.º | Rui Alberto Costa | Lampre-Merida           | + 0 s           |
| 3.º | Zdeněk Štybar     | Omega Pharma-Quick Step | + 3 s           |
| 4.º | Geraint Thomas    | Team Sky                | + 3 s           |
| 5.º | Arthur Vichot     | FDJ.fr                  | + 3 s           |
| 6.º | Cyril Gautier     | Team Europcar           | + 7 s           |
| 7.º | Jakob Fuglsang    | Astana                  | + 7 s           |
| 8.º | Tony Gallopin     | Lotto-Belisol           | + 7 s           |
| 9.º | Stefan Denifl     | IAM Cycling             | + 7 s           |
| 10.º | Gorka Izagirre    | Movistar Team           | + 11 s          |

| \| Clasificación general \| Clasificación general \| Clasificación general \| Clasificación general \| Clasificación general \| \| Ciclista \| Ciclista \| Equipo \| Tiempo \| \| \| --------------------- \| --------------------- \| ----------------------- \| --------------------- \| --------------------- \| \| 1.º \| Carlos Betancur \| AG2R La Mondiale \| 27 h 04 min 48 s \| \| \| 2.º \| Geraint Thomas \| Team Sky \| + 8 s \| \| \| 3.º \| Rui Alberto Costa \| Lampre-Merida \| + 18 s \| \| \| 4.º \| Zdeněk Štybar \| Omega Pharma-Quick Step \| + 22 s \| \| \| 5.º \| José Joaquín Rojas \| Movistar Team \| + 24 s \| \| \| 6.º \| Jakob Fuglsang \| Astana \| + 25 s \| \| \| 7.º \| Arthur Vichot \| FDJ.fr \| + 27 s \| \| \| 8.º \| Jan Bakelants \| Omega Pharma-Quick Step \| + 3 min 29 s \| \| \| 9.º \| Cyril Gautier \| Team Europcar \| + 31 s \| \| \| 10.º \| Stefan Denifl \| IAM Cycling \| + 31 s \| \| |                    |                         |                  |
| |                    |                         |                  |
| |                    |                         |                  |
| Clasificación general |                    |                         |                  |
| Ciclista | Ciclista           | Equipo                  | Tiempo           |
| 1.º | Carlos Betancur    | AG2R La Mondiale        | 27 h 04 min 48 s |
| 2.º | Geraint Thomas     | Team Sky                | + 8 s            |
| 3.º | Rui Alberto Costa  | Lampre-Merida           | + 18 s           |
| 4.º | Zdeněk Štybar      | Omega Pharma-Quick Step | + 22 s           |
| 5.º | José Joaquín Rojas | Movistar Team           | + 24 s           |
| 6.º | Jakob Fuglsang     | Astana                  | + 25 s           |
| 7.º | Arthur Vichot      | FDJ.fr                  | + 27 s           |
| 8.º | Jan Bakelants      | Omega Pharma-Quick Step | + 3 min 29 s     |
| 9.º | Cyril Gautier      | Team Europcar           | + 31 s           |
| 10.º | Stefan Denifl      | IAM Cycling             | + 31 s           |

### Etapa 7
| Mougins - Biot | etapa escarpada | (195,5 km) |

| \| Clasificación de la etapa \| Clasificación de la etapa \| Clasificación de la etapa \| Clasificación de la etapa \| Clasificación de la etapa \| \| Ciclista \| Ciclista \| Equipo \| Tiempo \| \| \| ------------------------- \| ------------------------- \| ------------------------- \| ------------------------- \| ------------------------- \| \| 1.º \| Tom Slagter \| Garmin-Sharp \| 5 h 00 min 05 s \| \| \| 2.º \| Rui Alberto Costa \| Lampre-Merida \| + 0 s \| \| \| 3.º \| Carlos Betancur \| AG2R La Mondiale \| + 0 s \| \| \| 4.º \| José Joaquín Rojas \| Movistar Team \| + 0 s \| \| \| 5.º \| Arthur Vichot \| FDJ.fr \| + 0 s \| \| \| 6.º \| Tony Gallopin \| Lotto-Belisol \| + 0 s \| \| \| 7.º \| Stefan Denifl \| IAM Cycling \| + 0 s \| \| \| 8.º \| Zdeněk Štybar \| Omega Pharma-Quick Step \| + 0 s \| \| \| 9.º \| Jakob Fuglsang \| Astana \| + 0 s \| \| \| 10.º \| Peter Velits \| BMC Racing Team \| + 0 s \| \| |                    |                         |                 |
| |                    |                         |                 |
| |                    |                         |                 |
| Clasificación de la etapa |                    |                         |                 |
| Ciclista | Ciclista           | Equipo                  | Tiempo          |
| 1.º | Tom Slagter        | Garmin-Sharp            | 5 h 00 min 05 s |
| 2.º | Rui Alberto Costa  | Lampre-Merida           | + 0 s           |
| 3.º | Carlos Betancur    | AG2R La Mondiale        | + 0 s           |
| 4.º | José Joaquín Rojas | Movistar Team           | + 0 s           |
| 5.º | Arthur Vichot      | FDJ.fr                  | + 0 s           |
| 6.º | Tony Gallopin      | Lotto-Belisol           | + 0 s           |
| 7.º | Stefan Denifl      | IAM Cycling             | + 0 s           |
| 8.º | Zdeněk Štybar      | Omega Pharma-Quick Step | + 0 s           |
| 9.º | Jakob Fuglsang     | Astana                  | + 0 s           |
| 10.º | Peter Velits       | BMC Racing Team         | + 0 s           |

| \| Clasificación general \| Clasificación general \| Clasificación general \| Clasificación general \| Clasificación general \| \| Ciclista \| Ciclista \| Equipo \| Tiempo \| \| \| --------------------- \| --------------------- \| ----------------------- \| --------------------- \| --------------------- \| \| 1.º \| Carlos Betancur \| AG2R La Mondiale \| 32 h 04 min 40 s \| \| \| 2.º \| Rui Alberto Costa \| Lampre-Merida \| + 14 s \| \| \| 3.º \| Zdeněk Štybar \| Omega Pharma-Quick Step \| + 26 s \| \| \| 4.º \| José Joaquín Rojas \| Movistar Team \| + 27 s \| \| \| 5.º \| Jakob Fuglsang \| Astana \| + 3 min 29 s \| \| \| 6.º \| Arthur Vichot \| FDJ.fr \| + 31 s \| \| \| 7.º \| Cyril Gautier \| Team Europcar \| + 35 s \| \| \| 8.º \| Stefan Denifl \| IAM Cycling \| + 35 s \| \| \| 9.º \| Peter Velits \| BMC Racing Team \| + 5 min 09 s \| \| \| 10.º \| Simon Špilak \| Katusha \| + 5 min 09 s \| \| |                    |                         |                  |
| |                    |                         |                  |
| |                    |                         |                  |
| Clasificación general |                    |                         |                  |
| Ciclista | Ciclista           | Equipo                  | Tiempo           |
| 1.º | Carlos Betancur    | AG2R La Mondiale        | 32 h 04 min 40 s |
| 2.º | Rui Alberto Costa  | Lampre-Merida           | + 14 s           |
| 3.º | Zdeněk Štybar      | Omega Pharma-Quick Step | + 26 s           |
| 4.º | José Joaquín Rojas | Movistar Team           | + 27 s           |
| 5.º | Jakob Fuglsang     | Astana                  | + 3 min 29 s     |
| 6.º | Arthur Vichot      | FDJ.fr                  | + 31 s           |
| 7.º | Cyril Gautier      | Team Europcar           | + 35 s           |
| 8.º | Stefan Denifl      | IAM Cycling             | + 35 s           |
| 9.º | Peter Velits       | BMC Racing Team         | + 5 min 09 s     |
| 10.º | Simon Špilak       | Katusha                 | + 5 min 09 s     |

### Etapa 8
| Niza - Niza | etapa escarpada | (128 km) |

| \| Clasificación de la etapa \| Clasificación de la etapa \| Clasificación de la etapa \| Clasificación de la etapa \| Clasificación de la etapa \| \| Ciclista \| Ciclista \| Equipo \| Tiempo \| \| \| ------------------------- \| ------------------------- \| ---------------------------- \| ------------------------- \| ------------------------- \| \| 1.º \| Arthur Vichot \| FDJ.fr \| 3 h 06 min 56 s \| \| \| 2.º \| José Joaquín Rojas \| Movistar Team \| + 0 s \| \| \| 3.º \| Cyril Gautier \| Team Europcar \| + 0 s \| \| \| 4.º \| Damiano Caruso \| Cannondale \| + 0 s \| \| \| 5.º \| Wilco Kelderman \| Belkin \| + 0 s \| \| \| 6.º \| Fränk Schleck \| Trek Factory Racing \| + 0 s \| \| \| 7.º \| Tom Slagter \| Garmin-Sharp \| + 0 s \| \| \| 8.º \| Carlos Betancur \| AG2R La Mondiale \| + 0 s \| \| \| 9.º \| George Bennett \| Cannondale \| + 0 s \| \| \| 10.º \| Eduardo Sepúlveda \| Bretagne-Séché Environnement \| + 0 s \| \| |                    |                              |                 |
| |                    |                              |                 |
| |                    |                              |                 |
| Clasificación de la etapa |                    |                              |                 |
| Ciclista | Ciclista           | Equipo                       | Tiempo          |
| 1.º | Arthur Vichot      | FDJ.fr                       | 3 h 06 min 56 s |
| 2.º | José Joaquín Rojas | Movistar Team                | + 0 s           |
| 3.º | Cyril Gautier      | Team Europcar                | + 0 s           |
| 4.º | Damiano Caruso     | Cannondale                   | + 0 s           |
| 5.º | Wilco Kelderman    | Belkin                       | + 0 s           |
| 6.º | Fränk Schleck      | Trek Factory Racing          | + 0 s           |
| 7.º | Tom Slagter        | Garmin-Sharp                 | + 0 s           |
| 8.º | Carlos Betancur    | AG2R La Mondiale             | + 0 s           |
| 9.º | George Bennett     | Cannondale                   | + 0 s           |
| 10.º | Eduardo Sepúlveda  | Bretagne-Séché Environnement | + 0 s           |

## Clasificaciones Finales

### Clasificación general
| \| Clasificación general \| Clasificación general \| Clasificación general \| Clasificación general \| Clasificación general \| \| Ciclista \| Ciclista \| Equipo \| Tiempo \| \| \| --------------------- \| --------------------- \| --------------------- \| --------------------- \| --------------------- \| \| 1.º \| Carlos Betancur \| AG2R La Mondiale \| 35 h 11 min 45 s \| \| \| 2.º \| Rui Alberto Costa \| Lampre-Merida \| + 14 s \| \| \| 3.º \| Arthur Vichot \| FDJ.fr \| + 20 s \| \| \| 4.º \| José Joaquín Rojas \| Movistar Team \| + 21 s \| \| \| 5.º \| Jakob Fuglsang \| Astana \| + 29 s \| \| \| 6.º \| Cyril Gautier \| Team Europcar \| + 31 s \| \| \| 7.º \| Stefan Denifl \| IAM Cycling \| + 35 s \| \| \| 8.º \| Simon Špilak \| Katusha \| + 36 s \| \| \| 9.º \| Peter Velits \| BMC Racing Team \| + 39 s \| \| \| 10.º \| Tony Gallopin \| Lotto-Belisol \| + 41 s \| \| |                    |                  |                  |
| |                    |                  |                  |
| Fuente: ProCyclingStats |                    |                  |                  |
| Clasificación general |                    |                  |                  |
| Ciclista | Ciclista           | Equipo           | Tiempo           |
| 1.º | Carlos Betancur    | AG2R La Mondiale | 35 h 11 min 45 s |
| 2.º | Rui Alberto Costa  | Lampre-Merida    | + 14 s           |
| 3.º | Arthur Vichot      | FDJ.fr           | + 20 s           |
| 4.º | José Joaquín Rojas | Movistar Team    | + 21 s           |
| 5.º | Jakob Fuglsang     | Astana           | + 29 s           |
| 6.º | Cyril Gautier      | Team Europcar    | + 31 s           |
| 7.º | Stefan Denifl      | IAM Cycling      | + 35 s           |
| 8.º | Simon Špilak       | Katusha          | + 36 s           |
| 9.º | Peter Velits       | BMC Racing Team  | + 39 s           |
| 10.º | Tony Gallopin      | Lotto-Belisol    | + 41 s           |

### Clasificación por puntos
| Clasificación por puntos | Clasificación por puntos | Clasificación por puntos | Clasificación por puntos | Clasificación por puntos |
| Ciclista                 | Ciclista                 | Equipo                   | Puntos                   |                          |
| ------------------------ | ------------------------ | ------------------------ | ------------------------ | ------------------------ |
| 1.º                      | John Degenkolb           | Giant-Shimano            | 44 pts                   |                          |
| 2.º                      | Carlos Betancur          | AG2R La Mondiale         | 42 pts                   |                          |
| 3.º                      | José Joaquín Rojas       | Movistar Team            | 40 pts                   |                          |
| 4.º                      | Tom Slagter              | Garmin-Sharp             | 34 pts                   |                          |
| 5.º                      | Arthur Vichot            | FDJ.fr                   | 33 pts                   |                          |
| 6.º                      | Rui Alberto Costa        | Lampre-Merida            | 26 pts                   |                          |
| 7.º                      | Zdeněk Štybar            | Omega Pharma-Quick Step  | 20 pts                   |                          |
| 8.º                      | Moreno Hofland           | Belkin                   | 16 pts                   |                          |
| 9.º                      | Cyril Gautier            | Team Europcar            | 16 pts                   |                          |
| 10.º                     | Jakob Fuglsang           | Astana                   | 15 pts                   |                          |

### Clasificación de la montaña
| Clasificación de la montaña | Clasificación de la montaña | Clasificación de la montaña | Clasificación de la montaña | Clasificación de la montaña |
| Ciclista                    | Ciclista                    | Equipo                      | Puntos                      |                             |
| --------------------------- | --------------------------- | --------------------------- | --------------------------- | --------------------------- |
| 1.º                         | Pim Ligthart                | Lotto-Belisol               | 44 pts                      |                             |
| 2.º                         | Mathias Frank               | IAM Cycling                 | 25 pts                      |                             |
| 3.º                         | Sylvain Chavanel            | IAM Cycling                 | 20 pts                      |                             |
| 4.º                         | Francesco Gavazzi           | Astana                      | 19 pts                      |                             |
| 5.º                         | Fränk Schleck               | Trek Factory Racing         | 16 pts                      |                             |
| 6.º                         | Alexis Vuillermoz           | AG2R La Mondiale            | 16 pts                      |                             |
| 7.º                         | Vincenzo Nibali             | Astana                      | 15 pts                      |                             |
| 8.º                         | Stefan Denifl               | IAM Cycling                 | 14 pts                      |                             |
| 9.º                         | Laurent Didier              | Trek Factory Racing         | 14 pts                      |                             |
| 10.º                        | Carlos Betancur             | AG2R La Mondiale            | 13 pts                      |                             |

### Clasificación de los jóvenes
| Clasificación del mejor joven | Clasificación del mejor joven | Clasificación del mejor joven | Clasificación del mejor joven | Clasificación del mejor joven |
| Ciclista                      | Ciclista                      | Equipo                        | Tiempo                        |                               |
| ----------------------------- | ----------------------------- | ----------------------------- | ----------------------------- | ----------------------------- |
| 1.º                           | Carlos Betancur               | AG2R La Mondiale              | 35 h 11 min 45 s              |                               |
| 2.º                           | Sébastien Reichenbach         | IAM Cycling                   | + 46 s                        |                               |
| 3.º                           | Wilco Kelderman               | Belkin                        | + 1 min 05 s                  |                               |
| 4.º                           | Tom Slagter                   | Garmin-Sharp                  | + 1 min 37 s                  |                               |
| 5.º                           | Bob Jungels                   | Trek Factory Racing           | + 2 min 05 s                  |                               |
| 6.º                           | Ion Izagirre                  | Movistar Team                 | + 2 min 06 s                  |                               |
| 7.º                           | Eduardo Sepúlveda             | Bretagne-Séché Environnement  | + 2 min 09 s                  |                               |
| 8.º                           | George Bennett                | Cannondale                    | + 2 min 51 s                  |                               |
| 9.º                           | Rafał Majka                   | Tinkoff-Saxo                  | + 4 min 49 s                  |                               |
| 10.º                          | Romain Bardet                 | AG2R La Mondiale              | + 11 min 00 s                 |                               |

### Clasificación por equipos
| Clasificación por equipos | Clasificación por equipos    | Clasificación por equipos | Clasificación por equipos |
| Equipo                    | Equipo                       | Tiempo                    |                           |
| ------------------------- | ---------------------------- | ------------------------- | ------------------------- |
| 1.º                       | Movistar Team                | 105 h 37 min 05 s         |                           |
| 2.º                       | AG2R La Mondiale             | + 2 min 34 s              |                           |
| 3.º                       | IAM Cycling                  | + 4 min 12 s              |                           |
| 4.º                       | Lampre-Merida                | + 5 min 26 s              |                           |
| 5.º                       | Bretagne-Séché Environnement | + 8 min 41 s              |                           |
| 6.º                       | Lotto-Belisol                | + 9 min 41 s              |                           |
| 7.º                       | Katusha                      | + 13 min 06 s             |                           |
| 8.º                       | Trek Factory Racing          | + 15 min 21 s             |                           |
| 9.º                       | Astana                       | + 16 min 19 s             |                           |
| 10.º                      | Garmin-Sharp                 | + 17 min 20 s             |                           |

## Evolución de las clasificaciones
| Etapa (Vencedor)            | Clasificación general | Clasificación por puntos | Clasificación de la montaña | Clasificación de los jóvenes | Clasificación por equipos |
| --------------------------- | --------------------- | ------------------------ | --------------------------- | ---------------------------- | ------------------------- |
| 1.ª etapa (Nacer Bouhanni)  | Nacer Bouhanni        | Nacer Bouhanni           | Christophe Laborie          | Nacer Bouhanni               | Omega Pharma-Quick Step   |
| 2.ª etapa (Moreno Hofland)  | Nacer Bouhanni        | Nacer Bouhanni           | Christophe Laborie          | Nacer Bouhanni               | Katusha                   |
| 3.ª etapa (John Degenkolb)  | John Degenkolb        | John Degenkolb           | Christophe Laborie          | John Degenkolb               | Katusha                   |
| 4.ª etapa (Tom Slagter)     | Geraint Thomas        | John Degenkolb           | Valerio Agnoli              | John Degenkolb               | Ag2r La Mondiale          |
| 5.ª etapa (Carlos Betancur) | Geraint Thomas        | John Degenkolb           | Sylvain Chavanel            | John Degenkolb               | Ag2r La Mondiale          |
| 6.ª etapa (Carlos Betancur) | Carlos Betancur       | John Degenkolb           | Sylvain Chavanel            | Carlos Betancur              | Movistar                  |
| 7.ª etapa (Tom Slagter)     | Carlos Betancur       | John Degenkolb           | Pim Ligthart                | Carlos Betancur              | Movistar                  |
| 8.ª etapa (Arthur Vichot)   | Carlos Betancur       | John Degenkolb           | Pim Ligthart                | Carlos Betancur              | Movistar                  |
| Final                       | Carlos Betancur       | John Degenkolb           | Pim Ligthart                | Carlos Betancur              | Movistar                  |

## UCI World Tour
La París-Niza otorgó puntos para el UCI WorldTour 2014, solamente para corredores de equipos UCI ProTeam. Las siguientes tablas son el baremo de puntuación y los corredores que obtuvieron puntos:
| Posición              | 1º  | 2º | 3º | 4º | 5º | 6º | 7º | 8º | 9º | 10º |
| Clasificación general | 100 | 80 | 70 | 60 | 50 | 40 | 30 | 20 | 10 | 4   |
| Por etapa             | 6   | 4  | 2  | 1  | 1  |    |    |    |    |     |

| Ciclista           | Equipo                  | Puntos |
| ------------------ | ----------------------- | ------ |
| Carlos Betancur    | Ag2r La Mondiale        | 114    |
| Rui Costa          | Lampre-Merida           | 88     |
| Arthur Vichot      | FDJ.fr                  | 78     |
| José Joaquín Rojas | Movistar                | 68     |
| Jakob Fuglsang     | Astana                  | 52     |
| Cyril Gautier      | Europcar                | 42     |
| Simon Špilak       | Katusha                 | 20     |
| John Degenkolb     | Giant-Shimano           | 14     |
| Tom Slagter        | Garmin Sharp            | 12     |
| Peter Velits       | Omega Pharma-Quick Step | 10     |

| Resto de corredores | Resto de corredores     | Resto de corredores | Resto de corredores |
| ------------------- | ----------------------- | ------------------- | ------------------- |
| Ciclista            | Equipo                  | Puntos              |                     |
| Nacer Bouhanni      | FDJ.fr                  | 8                   |                     |
| Moreno Hofland      | Belkin                  | 6                   |                     |
| Geraint Thomas      | Sky                     | 5                   |                     |
| Tony Gallopin       | Lotto Belisol           | 4                   |                     |
| Matthew Goss        | Orica GreenEDGE         | 4                   |                     |
| Bob Jungels         | Trek Factory Racing     | 4                   |                     |
| Wilco Kelderman     | Belkin                  | 3                   |                     |
| Zdeněk Štybar       | Omega Pharma-Quick Step | 3                   |                     |
| Tom Boonen          | Omega Pharma-Quick Step | 2                   |                     |
| Gianni Meersman     | Omega Pharma-Quick Step | 2                   |                     |
| Borut Božič         | Astana                  | 1                   |                     |
| Damiano Caruso      | Cannondale              | 1                   |                     |
| Bryan Coquard       | Europcar                | 1                   |                     |
| Tyler Farrar        | Garmin Sharp            | 1                   |                     |
| Thor Hushovd        | BMC Racing              | 1                   |                     |
| Alexander Kristoff  | Katusha                 | 1                   |                     |
| Michael Matthews    | Orica GreenEDGE         | 1                   |                     |